# Keila (Németország)
Keila település Németországban, azon belül Türingiában. Lakosainak száma 72 fő (2023. december 31.).

## Népesség
A település népességének változása:
| Lakosok száma | 71   | 66   | 74   | 72   | 72   |
|               | 2017 | 2019 | 2021 | 2022 | 2023 |